# 池田綱清
池田 綱清（いけだ つなきよ）は、因幡鳥取藩の第2代藩主。
初代藩主・池田光仲の長男。幼名は新五郎、後に曽祖父・池田輝政より1字を取って初名の輝高（てるたか）を名乗った。官位は従四位下、侍従、伯耆守、左近衛少将。

## 経歴

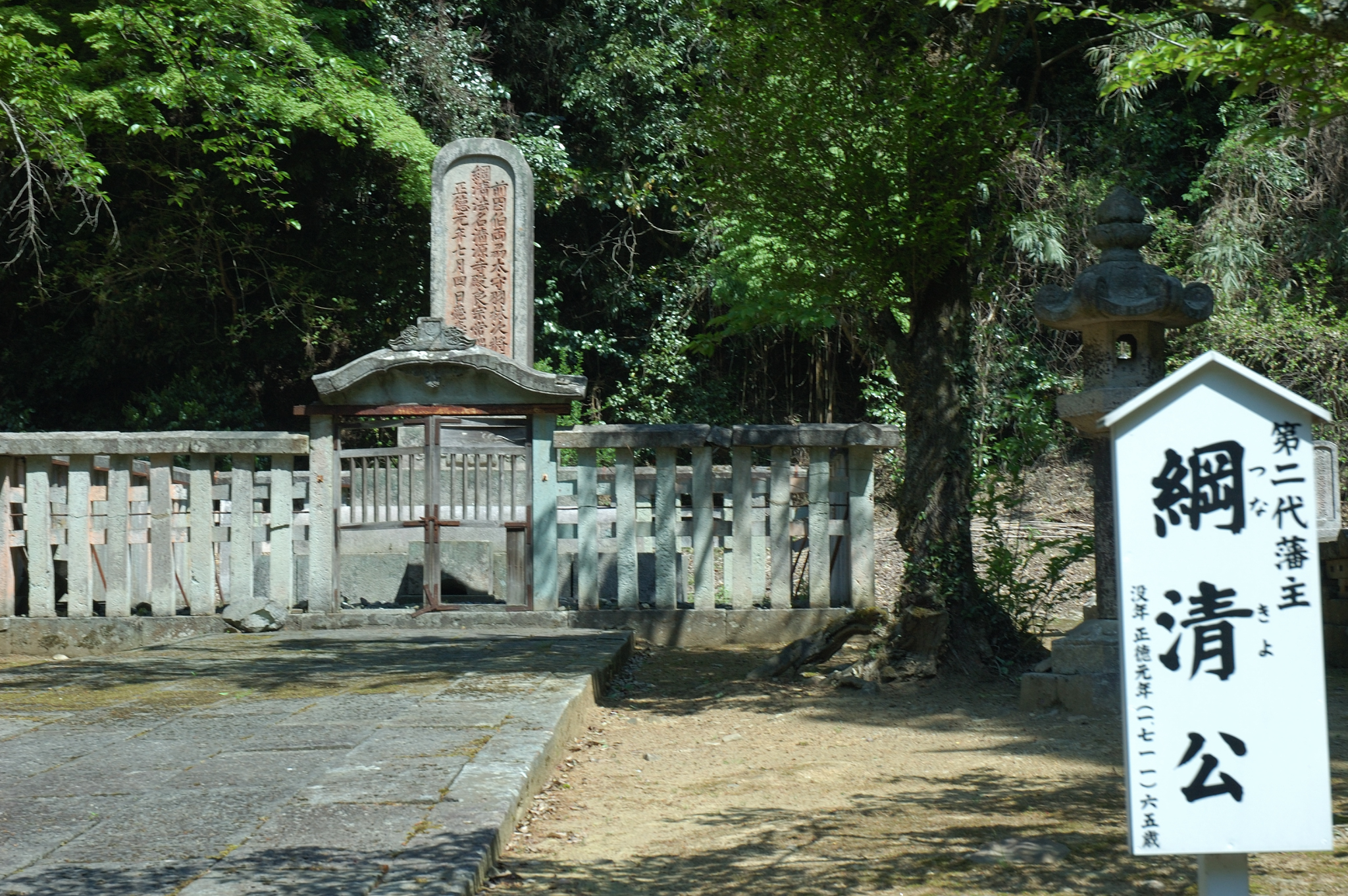
鳥取藩主池田家墓所にある池田綱清の墓

江戸にある鳥取藩藩邸で生まれる。明暦3年（1657年）、第4代将軍・徳川家綱に御目見し、寛文元年（1661年）には将軍の面前で元服を行い、そして家綱の偏諱を受けて綱清に改名。従四位下を叙任。寛文10年（1670年）、正室・式姫と婚姻する。
貞享2年（1685年）、39歳で家督を相続する。しかし病弱であったため、父の光仲が後見人として政務を補助した。元禄6年（1693年）、光仲が死去した後は家老ら重臣の補佐を受けたため、光仲が心血を注いだ藩主親政は早くも崩れ、家臣団へ権力が移り、藩政の混乱を招くようになった（後述）。
綱清には息子がなかったため、元禄8年（1695年）、甥で鹿奴藩（鳥取東館新田藩）の初代藩主である弟・仲澄の嫡男長吉（後に輝清、吉泰と改名）を養嗣子に迎える。元禄13年（1700年）に綱清は病気を理由に隠居し、吉泰に家督を譲った。同年、弟の清定に1万5,000石を与え、若桜藩（西館）を立てた。
正徳元年（1711年）7月4日に死去した。法号は清源寺殿良宗常温大居士。綱清の墓は鳥取藩主池田家墓所にある。なお、他の藩主の墓碑は亀趺の上に載っているが、徳川綱吉の「生類憐れみの令」に配慮し亀趺が無い。菩提寺は龍峯山興禅寺。

## 逸話
- 同族である再従兄の備前岡山藩主池田綱政から一方的にライバル視されていた。
- 「土芥寇讎記」では「美女や美童を愛して昼夜を分けず。故に政事を知らず家老任せ也」と書かれている[2]。

## 系譜
- 父：池田光仲（1630年 - 1693年）
- 母：茶々姫（1631年 - 1709年） - 因幡姫、芳心院、徳川頼宣の長女
- 正室：式姫 - 長源院、南部重信の長女
  - 女子：遊姫（1671年 - 1712年） - 多病のため未婚[4]
- 養子
  - 男子：池田吉泰（1687年 - 1739年） - 池田仲澄の嫡男
  - 女子：豊姫（1693年 - ?） - 池田政弘の娘、蜂須賀吉武室[5]

## 偏諱を受けた人物
- 池田輝清（養嗣子、のち吉泰に改名）
- 池田清定（実弟）
- 池田清勝（実弟）
- 池田清弥（実弟、のちの久留島通孝）